# Benjamin Rush
Pour les articles homonymes, voir Rush.
Benjamin Rush, né à Byberry (en), dans le comté de Philadelphie (États-Unis) le 4 janvier 1746 et mort à Philadelphie le 19 avril 1813 du typhus, est un médecin, auteur, et professeur. Il est considéré comme l'un des Pères fondateurs des États-Unis.

## Biographie
Né dans une famille presbytérienne et pieuse, Benjamin Rush est d'abord envoyé dans une académie privée puis au College of New Jersey à Princeton, où il obtiendra son diplôme en 1760, à l'âge de 14 ans. Après un apprentissage médical de 6 ans, il part pour l'Europe, et obtient un diplôme de médecine de l'université d'Edimbourg en 1768. Il travaille ensuite dans les hôpitaux de Londres et visite brièvement Paris.

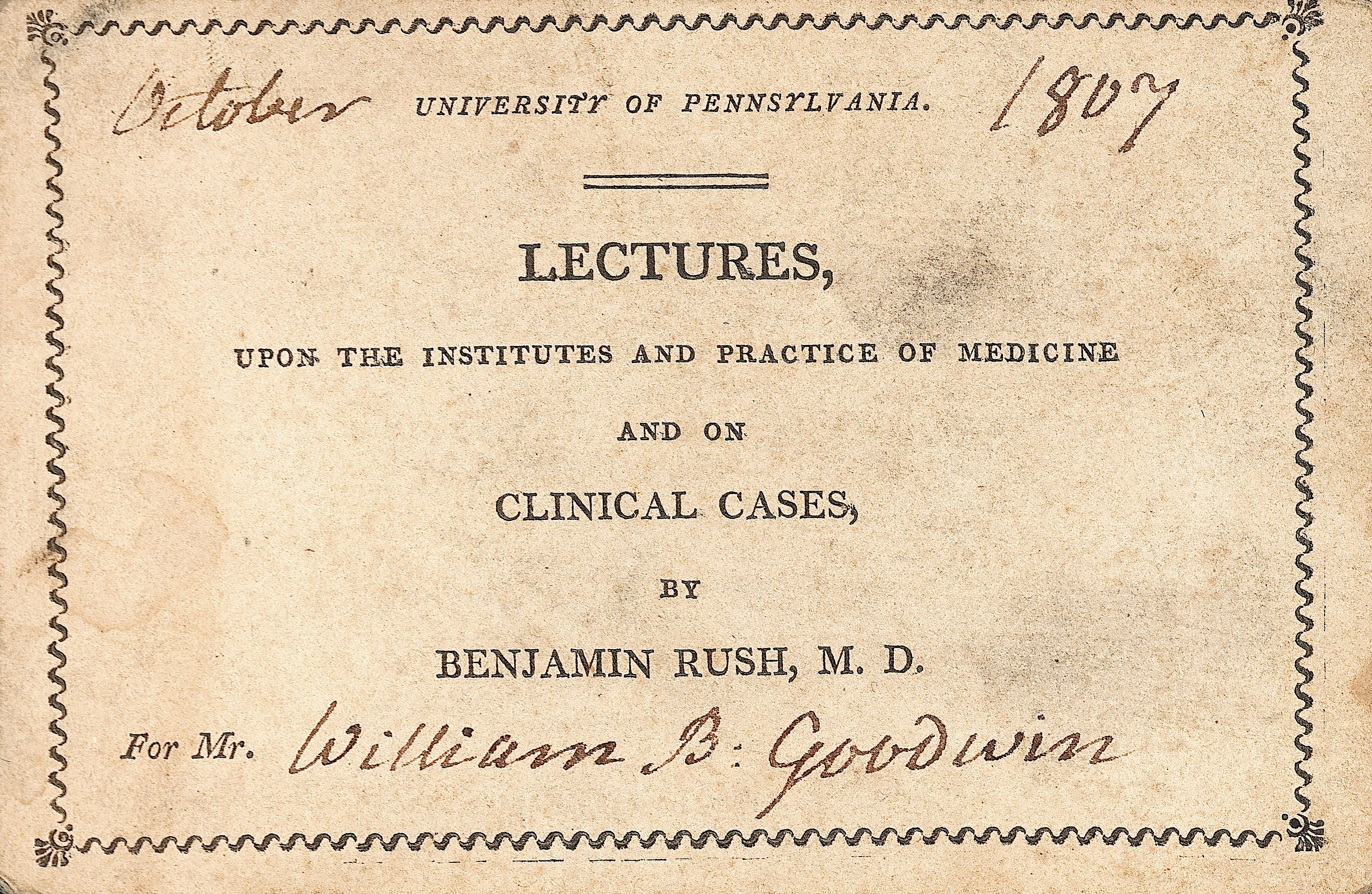
Ticket pour assister à une conférence de Benjamin Rush, 1807.

Il retourne aux Etats-Unis en 1769 pour commencer sa carrière de médecin. Il est nommé professeur de chimie à la faculté de Philadelphie et l'année suivante publie Syllabus of a Course of Lectures on Chemistry, le premier manuel paru aux Etats-Unis dans le domaine.
Il a fondé Dickinson College à Carlisle.
Signataire de la Déclaration d'indépendance des États-Unis d'Amérique, Rush a également siégé au Congrès continental. Il est ensuite devenu professeur de théorie médicale et de pratique clinique à l’Université de Pennsylvanie.
Rush est, en dépit de sa grande influence sur le développement du gouvernement fédéral des États-Unis et de ses grandes contributions à la société américaine, moins connu que ses contemporains. Aujourd’hui, il est surtout célèbre pour avoir, en 1812, contribué à réconcilier deux des plus grands esprits de la République américaine : Thomas Jefferson et John Adams.
Rush est reconnu comme l'un des premiers médecins à avoir défendu l'idée que l'"alcoolisme" (le terme est utilisé ici par commodité car Rush ne pouvait le connaître, son acception actuelle, due au médecin suédois Magnus Huss datant 1852) était une maladie. Il était également opposé à l’esclavage et à la peine de mort. Il demeure cependant une controverse quant à la réelle position de Benjamin Rush vis-à-vis de l'esclavage. En effet, bien qu'ayant signé la déclaration d'indépendance et se décrivant comme abolitionniste, Rush a usé du terme « négritude » pour décrire une maladie de la peau qui s'apparente à la lèpre, et dont la seule façon de guérir est de devenir blanc.